# Овчинников, Алексей Васильевич
Алексе́й Васи́льевич Овчи́нников (1935 — 2012) — советский рабочий, Герой Социалистического Труда (1971).

## Биография
Родился в семье рабочего. По национальности русский. С лета 1941 года воспитывался с братом Константином в семье деда Михаила Матвеевича в деревне. Отец погиб в годы Великой Отечественной войны, мать умерла в блокадном Ленинграде.
После окончания в 1951 году ремесленного училища начал работать столяром лыжного цеха Хелюльской мебельной фабрики (впоследствии «Сортавальский мебельно-лыжный комбинат»).
В 1974 году возглавил бригаду по усовершенствованию производства лыж высшего качества. При его участии было освоено производство одной из лучших в СССР в 1970-е годы моделей спортивно-беговых лыж «Карелия».
Избирался депутатом Верховного Совета Карельской Автономной ССР, членом Карельского областного комитета КПСС.

## Награды
- Орден Ленина (дважды)
- Орден Трудового Красного Знамени
- Медали ВДНХ